# مارشال هول (رياضياتي)
مارشال هول الابن (بالإنجليزية: Marshall Hall, Jr.)‏ (17 سبتمبر 1910، سانت لويس، ميزوري – 4 يوليو 1990، لندن) هو رياضياتي أمريكي قام بإسهامات ملحوظة في نظرية الزمر والتوافقيات.